# Fonts de bomba d'Arbúcies
Les fonts de bomba d'Arbúcies són una obra d'Arbúcies (Selva) inclosa a l'Inventari del Patrimoni Arquitectònic de Catalunya.

## Descripció

### Font de bomba del bon humor
Es tracta d'una font amb eixidor de metall, representant la cara d'un personatge masculí, amb bomba de mà de metall acabada en apèndix ovalat. L'estructura que sosté la font és de rajol i pedra arrebossada amb ciment, de secció rectangular a la base, i amb pica de ceràmica vidrada de color groc. La pica se situa dins l'estructura coberta per volta de canó. A la part superior de l'eixidor, i a la paret, hi ha una porteta de fusta que comunica amb el pou. Per sota la pica també hi ha una porteta. Al capdevall de la maneta de la bomba es llegeix: Casals y Gómez. Constructores Gerona, en relleu. A l'altre costat hi ha dues plaques a la paret, una de ceràmica on diu el nom del carrer: “Carrer del Sorrall Arbúcies Premiat en el concurs d'embelliment any 1970”, i una altra de plàstic amb el nom “Font de bomba del Bon Humor, 1908”. A la part superior de l'estructura, per damunt de l'arc hi ha una altra placa de marbre blanc on es llegeix en relleu “Font del Bon Humor Arbucias juny 1952”. La part superior de l'estructura és de forma esglaonada i està coberta de diferents plantes. El conjunt es troba adossat a la façana d'una casa del carrer.

### Font de bomba de Can Palau
Situada al carrer Castell, és una font amb eixidor de metall, representant la cara d'un personatge masculí, amb bomba de mà de metall acabada en apèndix ovalat. L'estructura que sosté la font és de rajol i pedra arrebossada i pintada de color blanc, de secció rectangular a la base, i amb pica de rajol quasi arran de terra. La pica se situa dins l'estructura coberta per volta de canó. A la part superior de l'eixidor, i a la paret, hi ha una porteta de fusta que comunica amb el pou. Damunt d'aquesta porta hi ha la placa de plàstic que indica el seu nom “ Font de bomba de Can Palau, 1908”. Al capdevall de la maneta de la bomba es llegeix: Casals y Gómez. Constructores Gerona, en relleu. Queda aïllada, el davant d'unes escales i en una mena de placeta, a l'inici del carrer del Castell. Coordenades: X: 459856 ; Y: 4629501

### Font de bomba de Can Mero
Situada a la placeta de Can Jombo amb el carrer del Castell, és una font amb eixidor de metall, representant la cara d'un personatge masculí, amb bomba de mà de metall acabada en apèndix ovalat. L'estructura que sosté la font és de rajol i pedra arrebossada i pintada de color blanc i la part inferior rosa, de secció rectangular a la base, i amb pica de rajol quasi arran de terra. La pica se situa dins l'estructura coberta per volta de canó. A la part superior de l'eixidor, i a la paret, hi ha una porteta de fusta que comunica amb el pou. A l'extrem esquerra de la paret hi ha la placa de plàstic que indica el seu nom “ Font de bomba de Can Mero, 1908”. Al capdevall de la maneta de la bomba es llegeix: Casals y Gómez. Constructores Gerona, en relleu. Es troba adossada a la façana d'una casa del carrer del Castell i al voltant hi té la placeta de Can Jombo. Coordenades: X: 459801 ; Y: 4629506

### Font de bomba de Can Salau
Situada al número 10 del carrer Castell, és una font amb eixidor de metall, representant la cara d'un personatge masculí, amb bomba de mà de metall acabada en apèndix ovalat. L'estructura que sosté la font és de rajol i pedra arrebossada i pintada de color crema, de secció rectangular a la base, i amb pica de rajol a mitja alçada. La pica se situa dins l'estructura coberta per volta de canó. A la part superior de l'eixidor, i a la paret, hi ha una porteta de fusta que comunica amb el pou i a la part inferior, per sota la pica n'hi ha una altra de ferro. Al lateral esquerra, a la paret hi ha la placa de plàstic que indica el seu nom “ Font de bomba de Can Salau, 1908”. Al capdevall de la maneta de la bomba es llegeix: Casals y Gómez. Constructores Gerona, en relleu. Es troba adossada a la façana d'una casa del carrer del Castell amb número 52. Coordenades: X: 459713 ; Y: 4629537

### Font bomba del carrer Damunt
Situada al número 6 del carrer Damunt, és una font amb eixidor de metall, representant la cara d'un personatge masculí, amb bomba de mà de metall acabada en apèndix ovalat. A diferència de les altres es troba encastada dins el mur de la façana d'una casa del carrer, el forat és d'arc de mig punt. La pica se situa dins la fornícula coberta per volta de canó, és recoberta amb teula. A la part superior de l'eixidor, i a la paret, hi ha una porteta de fusta que comunica amb el pou. Al capdevall de la maneta de la bomba es llegeix: Casals y Gómez. Constructores Gerona, en relleu. A l'altre costat hi ha una placa de ceràmica on diu el nom del carrer: “Carrer Damunt Premiat en el concurs d'embelliment any 1972”. La font ressalta pintada de blanc amb el morat de la paret. Coordenades: X: 459651 ; Y: 4629659

### Font de la bomba del carrer de Sant Hilari
Situada al número 11 del carrer, és una font amb eixidor de metall, representant la cara d'un personatge masculí, amb bomba de mà de metall acabada en apèndix ovalat. L'estructura que sosté la font és un petit cos que sobresurt de la façana a la qual està adossat. Al damunt es protegeix per una petita teulada de teula àrab. La part de la pica ha estat reformada, la part frontal és de marbre i tot el voltant de granit polit. Com totes a la paret, hi ha una porteta de fusta que comunica amb el pou, i a sobre hi ha la placa de plàstic que indica el seu nom “ Font de bomba del carrer de Sant Hilari, Any 1908”. Al capdevall de la maneta de la bomba es llegeix: Casals y Gómez. Constructores Gerona, en relleu. Es troba adossada a la façana d'una casa del carrer de Sant Hilari. Coordenades: X: 459951 ; Y: 4629857

### Font del carrer de la Pietat
No es tracta d'una font bomba sinó d'una font amb sortidor de llautó en forma d'aixeta. Es troba aïllada, amb una estructura rectangular amb base circular, on hi ha la pica, pintada de blau. A la part frontal hi ha la data de 1956 i una placa de ceràmica que indica: “Carrer Nostra Senyora de la Pietat Premiat en el concurs d'embelliment any 1971”. A l'esquerra hi ha un banc de ciment adossat al mur. Coordenades: X: 460093 ; Y: 4629691

## Història
Totes aquestes fonts que es reparteixen en els diferents barris de la Vila d'Arbúcies, tenen els seus orígens a principis del segle xix tot i que posteriorment totes han estat reformades, i van canviant amb el temps. El mecanisme, però, segueix sent el mateix.